# Videos 1995-2012
"Videos 1995-2012" é um álbum de vídeo da banda alemã Rammstein, é o segundo DVD de compilação após "Lichtspielhaus", que também apresentou todos os videoclipes até 2002. Foi lançado pela Universal Music em 14 de dezembro de 2012 nos formatos digipak com 3 DVDs ou 2 discos Blu-ray.
Na capa do DVD existe uma impressão em 3D lenticular tendo as faces dos seis membros da banda como se fossem estátuas, sendo as mesmas imagens que foram usadas na capa do álbum de grandes êxitos "Made in Germany 1995-2011", mas desta vez, em cores escuras.

## Conteúdo
O álbum inclui quatro videoclipes dos álbuns "Herzeleid" e "Reise, Reise", três dos álbuns "Rosenrot" e "Liebe ist für alle da", assim como dois do "Sehnsucht". Também inclui o vídeo de "Mein Land" do álbum Made in Germany 1995-2011". A maioria das músicas vem do álbum "Mutter", tendo seis vídeos, com o videoclipe de "Mein Herz brennt" sendo lançado apenas no período que antecedeu o lançamento do DVD. Apenas as músicas "Stripped" e "Mein Herz brennt (Piano Version)" não estão incluídos em nenhum dos álbuns de estúdio da banda.
Os vídeos acompanham os seus respectivos making-of's. Alguns vídeos possuem filmagens da época mostrando os bastidores dos videoclipes. Porém, para outros foram gravadas entrevistas com os membros da banda e os diretores dos vídeos.
O conteúdo deste DVD é o mesmo da edição deluxe do "Made in Germany", porém neste existem os vídeos de "Mein Herz brennt". Também existem as versões censuradas e sem censura do DVD. A versão em Blu-ray foi lançada apenas sem censura.

## Faixas

### DVD
| DVD 1 |                                     |                       |         |  |
| N.º   | Título                              | Álbum                 | Duração |  |
| 1.    | "Du riechst so gut"                 | Herzeleid             | 4:11    |  |
| 2.    | "Seemann"                           | Herzeleid             | 4:28    |  |
| 3.    | "Rammstein"                         | Herzeleid             | 4:39    |  |
| 4.    | "Engel"                             | Sehnsucht             | 4:34    |  |
| 5.    | "Du hast"                           | Sehnsucht             | 4:03    |  |
| 6.    | "Du riechst so gut '98"             | Du riechst so gut '98 | 4:33    |  |
| 7.    | "Stripped"                          | For the Masses        | 4:02    |  |
| 8.    | "Sonne"                             | Mutter                | 4:09    |  |
| 9.    | "Links 2-3-4"                       | Mutter                | 3:44    |  |
| 10.   | "Du riechst so gut" (making of)     |                       | 9:22    |  |
| 11.   | "Seemann" (making of)               |                       | 9:13    |  |
| 12.   | "Rammstein" (making of)             |                       | 9:46    |  |
| 13.   | "Engel" (making of)                 |                       | 9:18    |  |
| 14.   | "Du hast" (making of)               |                       | 16:07   |  |
| 15.   | "Du riechst so gut '98" (making of) |                       | 7:04    |  |
| 16.   | "Stripped" (making of)              |                       | 10:39   |  |
| 17.   | "Sonne" (making of)                 |                       | 23:04   |  |
| 18.   | "Links 2-3-4" (making of)           |                       | 10:23   |  |

| DVD 2 |                           |              |         |  |
| N.º   | Título                    | Álbum        | Duração |  |
| 1.    | "Ich will"                | Mutter       | 4:16    |  |
| 2.    | "Mutter"                  | Mutter       | 3:56    |  |
| 3.    | "Feuer frei!"             | Mutter       | 3:19    |  |
| 4.    | "Mein Teil"               | Reise, Reise | 4:40    |  |
| 5.    | "Amerika"                 | Reise, Reise | 4:27    |  |
| 6.    | "Ohne dich"               | Reise, Reise | 5:50    |  |
| 7.    | "Keine Lust"              | Reise, Reise | 6:08    |  |
| 8.    | "Benzin"                  | Rosenrot     | 3:40    |  |
| 9.    | "Ich will" (making of)    |              | 20:04   |  |
| 10.   | "Mutter" (making of)      |              | 8:25    |  |
| 11.   | "Feuer frei!" (making of) |              | 8:22    |  |
| 12.   | "Mein Teil" (making of)   |              | 31:06   |  |
| 13.   | "Amerika" (making of)     |              | 12:10   |  |
| 14.   | "Ohne dich" (making of)   |              | 11:28   |  |
| 15.   | "Keine Lust" (making of)  |              | 12:31   |  |
| 16.   | "Benzin" (making of)      |              | 14:09   |  |

| DVD 3 |                                    |                           |         |  |
| N.º   | Título                             | Álbum                     | Duração |  |
| 1.    | "Rosenrot"                         | Rosenrot                  | 4:09    |  |
| 2.    | "Mann gegen Mann"                  | Rosenrot                  | 3:59    |  |
| 3.    | "Pussy"                            | Liebe ist für alle da     | 4:08    |  |
| 4.    | "Ich tu dir weh"                   | Liebe ist für alle da     | 4:05    |  |
| 5.    | "Haifisch"                         | Liebe ist für alle da     | 4:39    |  |
| 6.    | "Mein Land"                        | Made in Germany 1995-2011 | 4:33    |  |
| 7.    | "Mein Herz brennt" (Piano Version) |                           | 4:43    |  |
| 8.    | "Mein Herz brennt"                 | Mutter                    | 5:03    |  |
| 9.    | "Rosenrot" (making of)             |                           | 24:49   |  |
| 10.   | "Mann gegen Mann" (making of)      |                           | 7:23    |  |
| 11.   | "Pussy" (making of)                |                           | 19:08   |  |
| 12.   | "Ich tu dir weh" (making of)       |                           | 12:00   |  |
| 13.   | "Haifisch" (making of)             |                           | 14:42   |  |
| 14.   | "Mein Land" (making of)            |                           | 29:03   |  |
| 15.   | "Mein Herz brennt" (making of)     |                           | 22:31   |  |

### Blu-ray
| Blu-ray 1 |                                     |                       |         |  |
| N.º       | Título                              | Álbum                 | Duração |  |
| 1.        | "Du riechst so gut"                 | Herzeleid             | 4:11    |  |
| 2.        | "Seemann"                           | Herzeleid             | 4:28    |  |
| 3.        | "Rammstein"                         | Herzeleid             | 4:39    |  |
| 4.        | "Engel"                             | Sehnsucht             | 4:34    |  |
| 5.        | "Du hast"                           | Sehnsucht             | 4:03    |  |
| 6.        | "Du riechst so gut '98"             | Du riechst so gut '98 | 4:33    |  |
| 7.        | "Stripped"                          | For the Masses        | 4:02    |  |
| 8.        | "Sonne"                             | Mutter                | 4:09    |  |
| 9.        | "Links 2-3-4"                       | Mutter                | 3:44    |  |
| 10.       | "Ich will"                          | Mutter                | 4:16    |  |
| 11.       | "Mutter"                            | Mutter                | 3:56    |  |
| 12.       | "Feuer frei!"                       | Mutter                | 3:19    |  |
| 13.       | "Mein Teil"                         | Reise, Reise          | 4:40    |  |
| 14.       | "Du riechst so gut" (making of)     |                       | 9:22    |  |
| 15.       | "Seemann" (making of)               |                       | 9:13    |  |
| 16.       | "Rammstein" (making of)             |                       | 9:46    |  |
| 17.       | "Engel" (making of)                 |                       | 9:18    |  |
| 18.       | "Du hast" (making of)               |                       | 16:07   |  |
| 19.       | "Du riechst so gut '98" (making of) |                       | 7:04    |  |
| 20.       | "Stripped" (making of)              |                       | 10:39   |  |
| 21.       | "Sonne" (making of)                 |                       | 23:04   |  |
| 22.       | "Links 2-3-4" (making of)           |                       | 10:23   |  |
| 23.       | "Ich will" (making of)              |                       | 20:04   |  |
| 24.       | "Mutter" (making of)                |                       | 8:25    |  |
| 25.       | "Feuer frei!" (making of)           |                       | 8:22    |  |

| Blu-ray 2 |                                    |                           |         |  |
| N.º       | Título                             | Álbum                     | Duração |  |
| 1.        | "Amerika"                          | Reise, Reise              | 4:27    |  |
| 2.        | "Ohne dich"                        | Reise, Reise              | 5:50    |  |
| 3.        | "Keine Lust"                       | Reise, Reise              | 6:08    |  |
| 4.        | "Benzin"                           | Rosenrot                  | 3:40    |  |
| 5.        | "Rosenrot"                         | Rosenrot                  | 4:09    |  |
| 6.        | "Mann gegen Mann"                  | Rosenrot                  | 3:59    |  |
| 7.        | "Pussy"                            | Liebe ist für alle da     | 4:08    |  |
| 8.        | "Ich tu dir weh"                   | Liebe ist für alle da     | 4:05    |  |
| 9.        | "Haifisch"                         | Liebe ist für alle da     | 4:39    |  |
| 10.       | "Mein Land"                        | Made in Germany 1995-2011 | 4:33    |  |
| 11.       | "Mein Herz brennt" (Piano Version) |                           | 4:43    |  |
| 12.       | "Mein Herz brennt"                 | Mutter                    | 5:03    |  |
| 13.       | "Amerika" (making of)              |                           | 12:10   |  |
| 14.       | "Ohne dich" (making of)            |                           | 11:28   |  |
| 15.       | "Keine Lust" (making of)           |                           | 12:31   |  |
| 16.       | "Benzin" (making of)               |                           | 14:09   |  |
| 17.       | "Rosenrot" (making of)             |                           | 24:49   |  |
| 18.       | "Mann gegen Mann" (making of)      |                           | 7:23    |  |
| 19.       | "Pussy" (making of)                |                           | 19:08   |  |
| 20.       | "Ich tu dir weh" (making of)       |                           | 12:00   |  |
| 21.       | "Haifisch" (making of)             |                           | 14:42   |  |
| 22.       | "Mein Land" (making of)            |                           | 29:03   |  |
| 23.       | "Mein Herz brennt" (making of)     |                           | 22:31   |  |

## Desempenho nas paradas
| Paradas                               | Posição |
| ------------------------------------- | ------- |
| Alemanha (Offizielle Deutsche Charts) | 5       |
| Áustria (Ö3 Austria Top 40)           | 3       |
| Bélgica (Ultratop Flandres)           | 3       |
| Países Baixos (Dutch Charts)          | 7       |
| Reino Unido (UK Albums Chart)         | 20      |
| Suíça (Schweizer Hitparade)           | 2       |